# Karl von Urban
Ne doit pas être confondu avec Karl Urban.
Pour les articles homonymes, voir Urban.
Karl (Carl) Freiherr von Urbain (né le 31 août 1802 à Cracovie, mort le 1er janvier 1877 à Brünn) est un feld-maréchal lieutenant autrichien.

## Biographie
Von Urban, après avoir commencé sa carrière dans le corps des cadets, entre dans l'armée autrichienne et est nommé officier en 1848.
Le 18 novembre 1848, il réussit à réprimer une insurrection à Székler, en Hongrie avec 1 500 grenadiers contre 10 000 révolutionnaires. Peu après, il se distingue plusieurs fois dans les campagnes contre la Hongrie et est nommé major général en 1850. Il obtient le titre de baron en 1851 et en 1857, le grade de feld-maréchal lieutenant.
En 1859, il combat, lors de la deuxième guerre d'indépendance italienne, Giuseppe Garibaldi au cours de la bataille de Varèse, de San Fermo. Il participe à la bataille de Magenta au cours de laquelle l'armée autrichienne est vaincue. 
Il se suicide le 1er janvier 1877 à Brünn.

## Distinctions
| : Médaille de guerre de l'Empire autrichien |

| : Cavalier de l'Ordre militaire de Marie-Thérèse |